# Chyno Miranda
Jesús Alberto Miranda Pérez (Bayamón, Puerto Rico, 15 de noviembre de 1984), conocido artísticamente como Chyno Miranda o Chino, es un cantante, compositor y actor puertorriqueño. Miembro del ex dúo Chino & Nacho.

## Biografía
Chyno nació en La Guaira de Venezuela el 15 de noviembre de 1984. Formó parte de muchos grupos musicales antes de debutar como parte del dueto Chino y Nacho, y como son Calle Ciega, Scala 1, Censura C y el Reality Show de Venevisión Generación "S".
Inicia su carrera como miembro de los grupos “Scala 1”, “Censura C” en 1999, participó en el Reality Show de Venevisión “Generación S” en 2003 y fue miembro de Calle Ciega desde 2004 hasta 2006, antes de ser parte del dúo Chino y Nacho.

### Con Chino & Nacho
El dúo que se formó en el año 2007, a lo largo de su carrera, lanzaron cuatro álbumes de estudio : Época de reyes (2008), Mi niña bonita (2010), Supremo (2011) y Radio universo (2015), y temas como «Mi niña bonita», «Tu angelito», «Lo que no sabés tú», «El poeta», «Regálame un mua», «Bebé bonita, «Andas en mi cabeza» (con Daddy Yankee), entre otros. Su última gira como dúo Radio Universo Tour contó con más de 80 conciertos.
En marzo del 2017 Pablo Villalobos el exmánager de la banda informó la separación durante la ceremonia de los Premio Lo Nuestro. Villalobos compartiendo a través de su cuenta de Instagram una frase y una fotografía solo con Chyno que decía: «Aquí comenzó todo, aquí terminó todo y aquí comienza todo de nuevo».
El 22 de febrero de 2019 en el festival Venezuela Aid Live, Chyno se reencontró con Nacho para interpretar juntos el tema «Mi niña bonita».
En el 2020 anuncian regreso del dúo y estrenan el sencillo «Raro».

### Como solista
En su faceta como actor, protagonizó la película El malquerido en donde personificó al cantante de boleros Felipe Pirela y por el cual fue nominado a un Grammy latino por el Soundtrack de la película, cantado por él mismo.[cita requerida] Decidió cambiar la forma de escritura de su nombre para así dejar atrás al Chino Miranda que formaba parte de Chino y Nacho y llegar con el  "Chyno" Miranda en su nueva etapa como solista.
Comenzó su carrera como solista dejando atrás a Chino y Nacho en 2017, en abril de ese año, grabó su primer sencillo «Quédate conmigo» con la colaboración de Gente de Zona y Wisin. Dicho sencillo fue lanzado con su vídeo oficial el 16 de junio de 2017. El 14 de septiembre, lanzó su sencillo «Tú me elevas» en dedicatoria a su matrimonio con Natasha Araos. Posteriormente el 26 de octubre, presentó el sencillo «Hasta el ombligo» donde contó con la colaboración del dúo puertorriqueño Zion & Lennox.
Realizó durante esos años diversas colaboraciones con artistas como Carlos Baute, 3Ball MTY, Olga Tañón y Agustín Casanova. En 2018, lanza el sencillo «Sin trucos de belleza» el cual lo interpreta con el rapero Neutro Shorty y el puertorriqueño Juhn.
En agosto del mismo año lanzaría el sencillo «Me provoca» y en septiembre lanzó dos sencillos «Roce» con Tomas The Latin Boy y  «El peor» junto a J Balvin. En septiembre de 2019, presentó su primer álbum Cariño mío.

## Vida privada
El 26 de enero de 2014, inició una relación amorosa con la comunicadora social Natasha Carolina Araos Borsten (1985). El 9 de abril de 2017, se comprometieron en el Parque nacional Canaima y se casaron el 26 de agosto de ese año, en Miami. El 5 de octubre de 2018, anunciaron su embarazo. El 17 de diciembre de ese mismo año, revelaron que esperaban un varón y el 7 de abril de 2019, nació Lucca. El 1 de septiembre de 2021, anunciaron que tenían un año separados y se divorciaron en octubre de ese mismo año.

## Discografía
Álbumes de estudio
- 2019: Cariño mío

Álbumes colaborativos
- 2021: Chino & Nacho is Back (con Nacho)

## Filmografía

### Cine
- El malquerido (2015)

### Televisión
- Los cuatro finalistas (2018)
- Un esposo para Estela (2009)